# Federico Paris
Federico Paris (* 8. November 1969 in Rho) ist ein ehemaliger italienischer Radrennfahrer und dreifacher Weltmeister.
1987 wurde Federico Paris Dritter im Sprint und 1989 Dritter im Tandemrennen (mit Andrea Faccini) bei Junioren-Weltmeisterschaften. 1990, 1992 und 1993 wurde er Weltmeister im Tandemrennen, zweimal mit Gianluca Capitano und einmal mit Roberto Chiappa. Bei den Bahn-Weltmeisterschaften 1994 und 1995 belegte er jeweils den dritten Platz im Keirin sowie 1994 nochmals einen dritten Platz im Tandem (mit Chiappa).
Heute ist Federico Paris als Radsportfunktionär aktiv, einige Jahre lang war er Technischer Direktor des italienischen Sprint-Nationalteams.